# Fairchild C-123 Provider
El Fairchild C-123 Provider («proveedor» en inglés) fue un avión de transporte militar de los Estados Unidos, diseñado por la Chase Aircraft Company, y construido posteriormente por la Fairchild Aircraft, para uso exclusivo en primer término de la Fuerza Aérea de los Estados Unidos, para luego ser usado por la Guardia Costera de los Estados Unidos (que fue su principal usuaria), la Reserva de la Fuerza Aérea, la Guardia Aérea Nacional, y por otras varias fuerzas aéreas, principalmente del Sureste Asiático.

## Diseño y desarrollo

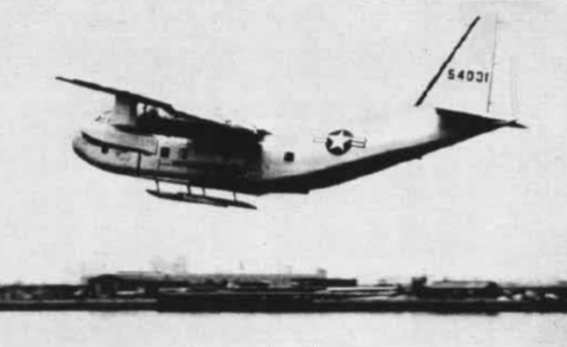
YC-123E

El C-123 Provider fue originalmente diseñado como un planeador de asalto para la Fuerza Aérea de los Estados Unidos (USAF), por la Chase Aircraft Company, como el XCG-20, y más tarde XG-20 (designación interna Chase MS.8 Avitruc). Se desarrollaron dos versiones motorizadas para el XCG-20 durante la década de 1950, como XC-123 y XC-123A. La única diferencia entre los dos era el modelo de motor. El XC-123 utilizaba dos motores radiales Pratt & Whitney R-2800 Double Wasp refrigerados por aire, mientras que el XC-123A utilizaba cuatro turborreactores General Electric J47-GE-11 en dos góndolas bajo las alas. El avión fue bien visto para el transporte de tropas tácticas por su robustez y fiabilidad y capacidad de operar desde pistas cortas y semipreparadas, sin embargo la versión propulsada por turborreactores fue desestimada debido a diversos problemas, entre ellos que los reactores eran propensos a la ingestión de objetos extraños, por lo tanto la USAF se decidió por la versión más convencional.
Una vez que los vuelos de prueba del prototipo XC-123 fueron exitosos, la USAF firmó en 1952 un contrato con Chase Aircraft, de East Trenton, Nueva Jersey, para la producción de cinco aviones bajo la designación de C-123B Provider de preserie (seriales 52-1627 al 52-1631), que fueron construidos y puestos en vuelo en 1953.
El C-123B difería poco del XC-123, con la excepción de un estabilizador vertical. La forma redondeada del XC-123 fue reemplazada por una más cuadrada en el C-123B. El C-123B estaba propulsado por dos Pratt & Whitney R-2800-99 de 2300 hp. El primer C-123B de producción voló a principios de 1953.
Aquel mismo año (1953), Kaiser Frazer Corporation adquirió el control de la Chase Aircraft Company y recibió otro contrato por 300 C-123B, que fue cancelado a mediados de 1953 y reasignado a la Fairchild Engine and Airplane Corporation. Fairchild tomó cinco C-123B construidos por Chase y los llevó a prueba. Durante los vuelos de pruebas, surgieron problemas de estabilidad direccional que resultaron en la instalación de una gran aleta dorsal al frente del estabilizador vertical. Esta modificación se convirtió en la producción estándar y reconocimiento futuro en los Fairchild C-123B. El primer ejemplar construido por esta firma fue puesto en vuelo el 1 de septiembre de 1954, siendo el total de ejemplares construidos de 302, de los cuales 5 fueron vendidos a Arabia Saudita y 18 a Venezuela. Más tarde, ejemplares sobrantes de la USAF fueron cedidos a las fuerzas aéreas de Filipinas, Taiwán y Vietnam del Sur.
La Stroukoff Aircraft Corporation, dirigida por el antiguo ingeniero jefe de Chase, modificó tres Provider con fines experimentales para la USAF, que se detallan en el capítulo de "Variantes" como YC-123.

## Historia operacional

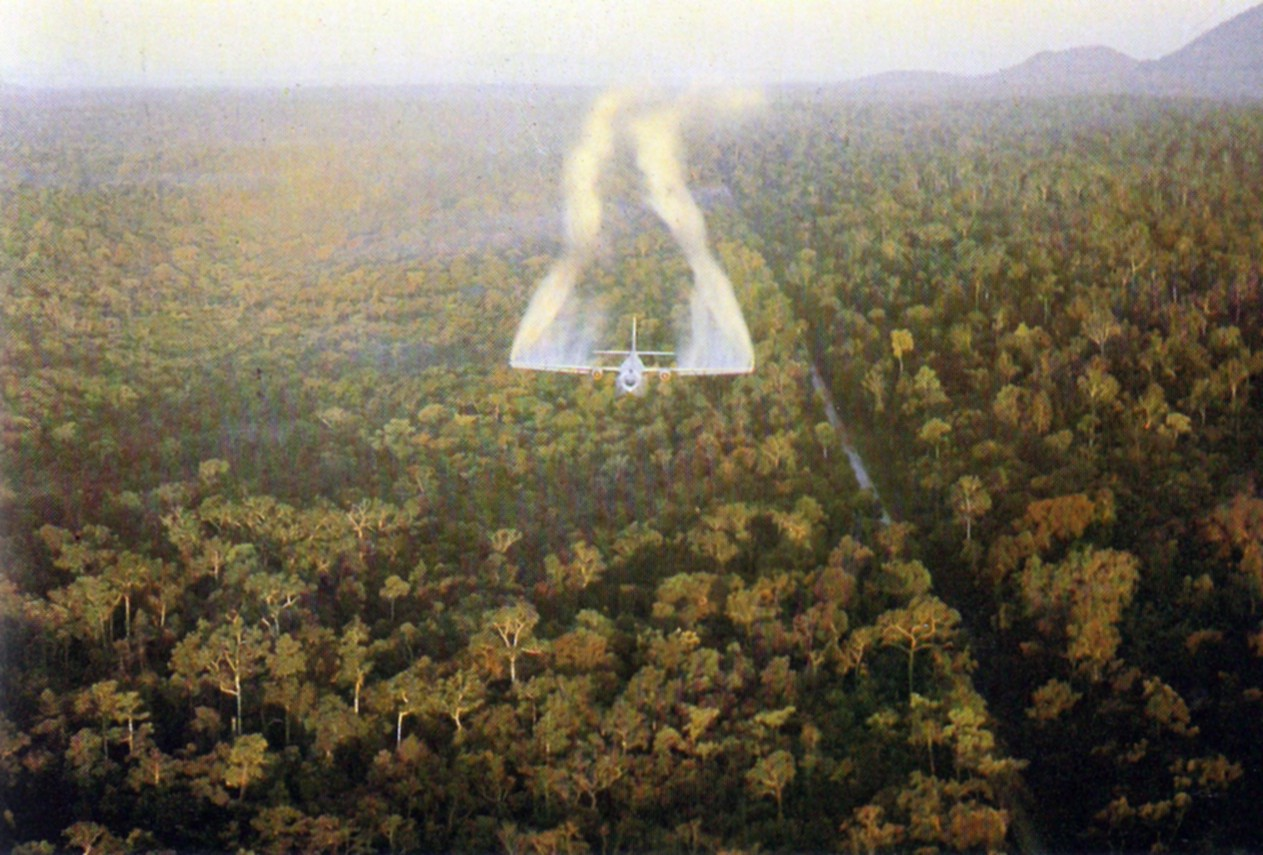
Un C-123 Provider durante la Operación Ranch Hand sobre Vietnam en 1962.

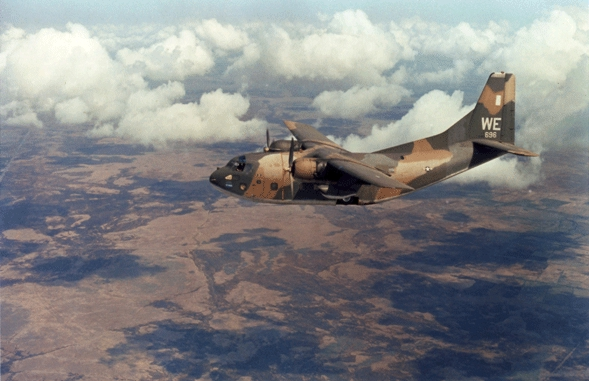
C-123K sobre el Delta del Mekong, 1969.

Los primeros C-123 fueron destinados a las unidades de transporte de la USAF, seguidamente fue adquirido por la Guardia Costera de los Estados Unidos (USCG), que utilizó el avión para realizar misiones de búsqueda y rescate, incluso el equipo de demostración de la Fuerza Aérea, los "Thunderbirds", utilizó el C-123 por un tiempo. El Provider también sería ampliamente exportado en virtud de diversos programas de ayuda militar, con aviones transferidos directamente de las existencias de la USAF.
En 1962, la variante C-123K se evaluó para su uso en operaciones en el Sudeste Asiático y su actuación estelar llevó a la Fuerza Aérea a mejorar 180 de sus C-123B a la nueva variante C-123K, que contó con góndolas auxiliares con turborreactores General Electric J85 debajo de las alas, y frenos anti-deslizantes. En 1968, el avión ayudó al reabastecimiento de las tropas en Khe Sanh, Vietnam, durante un asedio de tres meses realizado por Vietnam del Norte.
En 1961, en un intento de ayudar al Gobierno de Vietnam del Sur a luchar contra las guerrillas del Viet Cong, un contingente de C-123B fue despachado a Vietnam del Sur bajo el proyecto Mule Train. Los aviones provenían del Escuadrón de Transporte de Tropas 346 (346th TCS) y volaron desde la Base de Pope, Carolina del Norte, al Aeropuerto de Saigón, Tan Son Nhut, arribando al país el 2 de enero de 1962. 
Los C-123 de Mule Train no eran los primeros en desplegarse en Vietnam del Sur, esa distinción le pertenecía al Special Aerial Spray Flight de la USAF. Estos aviones participaron del proyecto de nombre Ranch Hand, de difusión de herbicidas y defoliantes para arruinar cultivos, asignado al 315th TCW (Ala de Transporte de Tropas). Los vuelos de spray operaron con el UC-123B, un avión modificado con depósitos químicos y equipo de presión bajo el fuselaje. Seis aviones comenzaron a operar sobre la Ruta Ho Chi Minh durante noviembre de 1961. 
Durante uno de los primeros vuelos de fumigación, el 2 de febrero de 1962, la USAF perdió el primer C-123 (y a los tres tripulantes) en Vietnam. El evento marcó el primero de unos 54 C-123 perdidos por diversas causas. Los vuelos de fumigaciones continuaron hasta 1972, cuando el Proyecto Ranch Hand fue disuelto. Uno de los aviones más conocidos del Ranch Hand fue un UC-123B (56-4362) llamado “Patches”. El avión recibió ese nombre debido a sus más de 1000 impactos durante las operaciones realizadas en Vietnam del Sur. 
Unos pocos C-123B fueron convertidos al estándar NC-123B (la N era por Prueba Especial Permanente). El NC-123U fue cargado con detectores infrarrojos (Foward Looking Infrared Detectors- FLIR) y radares de banda X en el morro, cámaras de televisión de bajo nivel de luz (LLLTV) y un visor/iluminador láser, un radar de navegación Doppler de bajo nivel y una computadora para liberar armas. Algunos fueron también equipados con un radomo sobre el área de la cabina. El NC-123B fue utilizado sobre la Ruta Ho Chi Minh para localizar camiones e informar a los aviones de ataque, por tripulaciones mixtas de la USAF y la VNAF. Estas operaciones clandestinas finalmente se conocieron como Operación Black Spot.
Otro C-123B fue equipado con lámparas de alta intensidad montadas en un soporte móvil en la puerta de carga. Aunque podía iluminar un área de dos millas y media, se descubrió que la instalación tenía algunos inconvenientes en combate, por lo que tuvieron que ser retirados del servicio. Mientras que las luces debían ajustarse al avión, a diferencia de las bengalas, la antiaérea enemiga podía fácilmente encontrar las luces. En segundo lugar, el calor de las lámparas hizo que fuera necesario instalar grandes sopladores/ventiladores en los lados del fuselaje. Como resultado de este problema, el proyecto fue cancelado y el avión se retiró del combate. 
Durante la guerra de Vietnam, un C-123B fue convertido para el uso del general Westmoreland, bajo la designación de VC-123B (la “V” es de VIP). El avión tenía asientos y aire acondicionado, además de radios y una cocina completa para ser utilizados por los pasajeros. Este avión actualmente se encuentra en el Museo de la Fuerza Aérea Salvadoreña.

## Variantes

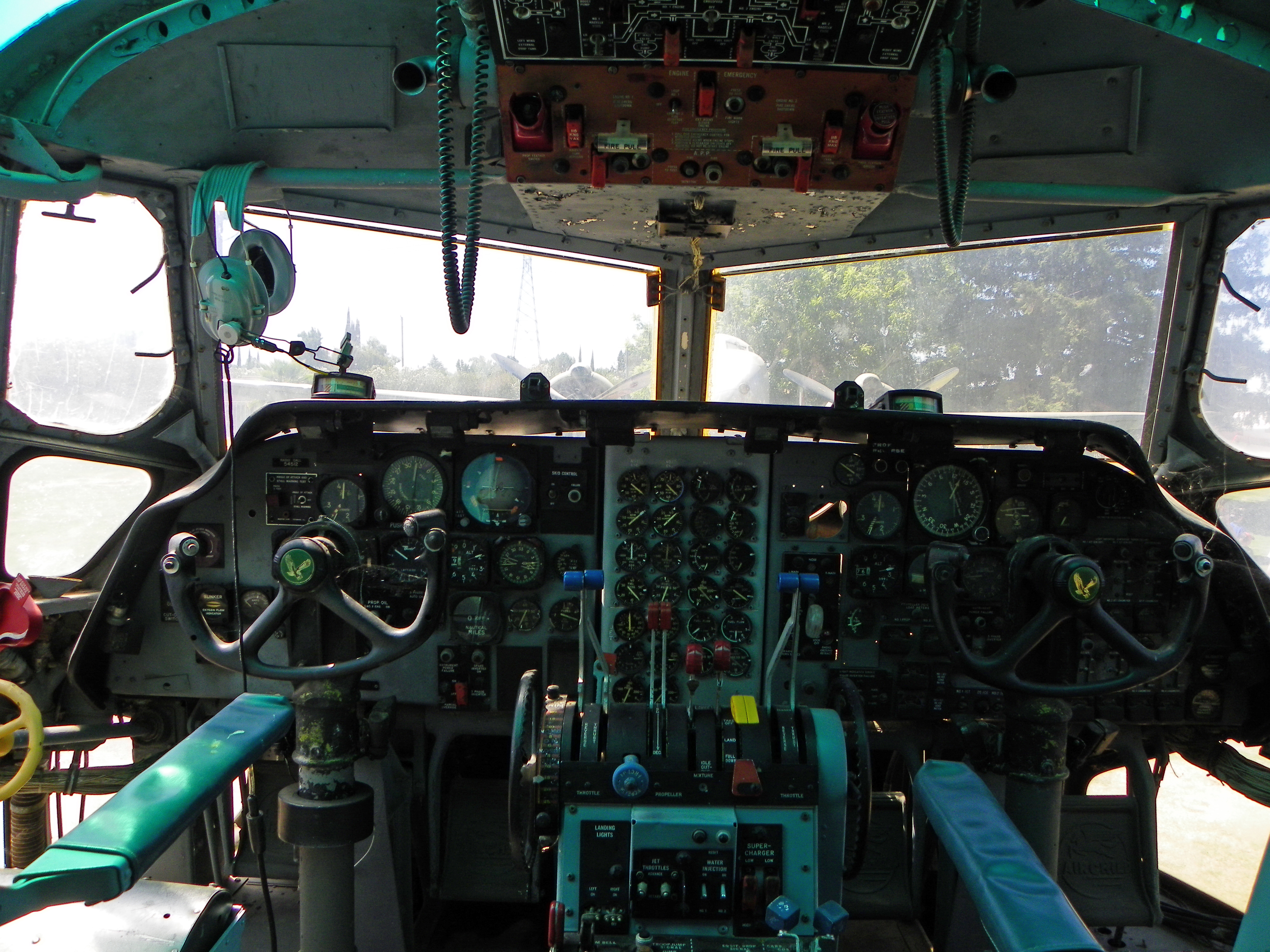
Cabina de un C-123K Provider en el Castle Air Museum.

Chase XCG-20
Dos prototipos de construcción metálica de un planeador transporte de tropas construidos por Chase Aircraft, posteriormente designados XG-20, uno se convirtió en el XC-123, el otro en el XC-123A.
Chase XC-123
Prototipo del XG-20 equipado con dos motores R-2800-23 de 2200 hp.
Chase XC-123A
XG-20 equipado con cuatro turborreactores J47-GE-11 montados en parejas (este motor también fue usado en el Convair B-36 y el Boeing B-47).
C-123B
Modelo de producción basado en el XC-123, con dos motores R-2800-99W y capacidad para 61 soldados o 50 camillas, cinco construidos por Chase y 302 por Fairchild Aircraft.
HC-123B
Designación aplicada finalmente a once C-123B cedidos a la Guardia Costera estadounidense.
UC-123B
Designación dada a algunos C-123B modificados como fumigadores, para destrucción de cosechas y defoliación forestal en Vietnam.
VC-123C
Versión del XC-123A propuesta de transporte VIP, que debía ser construida por Kaiser-Frazer y no fue aceptada.
Stroukoff YC-123D
Versión construida por Stroukoff, un C-123B con sistema de control de capa límite para mejorar las prestaciones STOL.
Stroukoff YC-123E
Versión construida por Stroukoff, emplea su sistema de aterrizaje "Pantobase" con ruedas, esquíes e hidroesquíes retráctiles, así como flotadores en los bordes marginales alares con el fin de operar desde superficies diversas.
YC-123H
Prototipo de evaluación operativa con tren de aterrizaje especial de vía ancha; ensayado posteriormente con dos reactores General Electric J85-GE-17 de 1293 kg de empuje en contenedores subalares.
C-123J
Redesignación de diez C-123B adaptados a condiciones árticas, con turborreactores Fairchild J44-R-3 auxiliares, instalados en contenedores de punta alar.
C-123K
Redesignación de 183 C-123B con dos turborreactores J85-GE-17 en contenedores subalares, ruedas mayores y sistema de frenos antibloqueo.
AC-123K/NC-123K
Dos C-123K convertidos para la vigilancia nocturna armada con sensores especiales; conocidos a veces como AC-123K, pese a no ser exactamente de dicha categoría.
C-123L
Variante STOL propuesta con motores turbohélice T-64 y tren de aterrizaje principal de amplio ancho de vía y ruedas grandes, no desarrollado (Fairchild Model M-541 Tactical Airlift Transport).
C-123T
Actualización propuesta a la Real Fuerza Aérea Tailandesa. La modernización de los C-123B incluía la instalación de motores turbohélice; cancelada por problemas presupuestarios, tras la construcción de un prototipo.
UC-123K
34 C-123K convertidos en aviones defoliantes para las misiones Ranch Hand en Vietnam.
VC-123K
Un C-123K convertido en transporte de personal para el general Westmoreland, usado en Vietnam.
Stroukoff YC-134
Versión construida por Stroukoff, que incorporaba los sistemas probados en las versiones YC-123D e YC-123E.
YC-136
Variante mejorada propuesta, cancelada antes de que se construyera ningún avión.

## Operadores
Arabia Saudita
- Real Fuerza Aérea Saudí

 Brasil

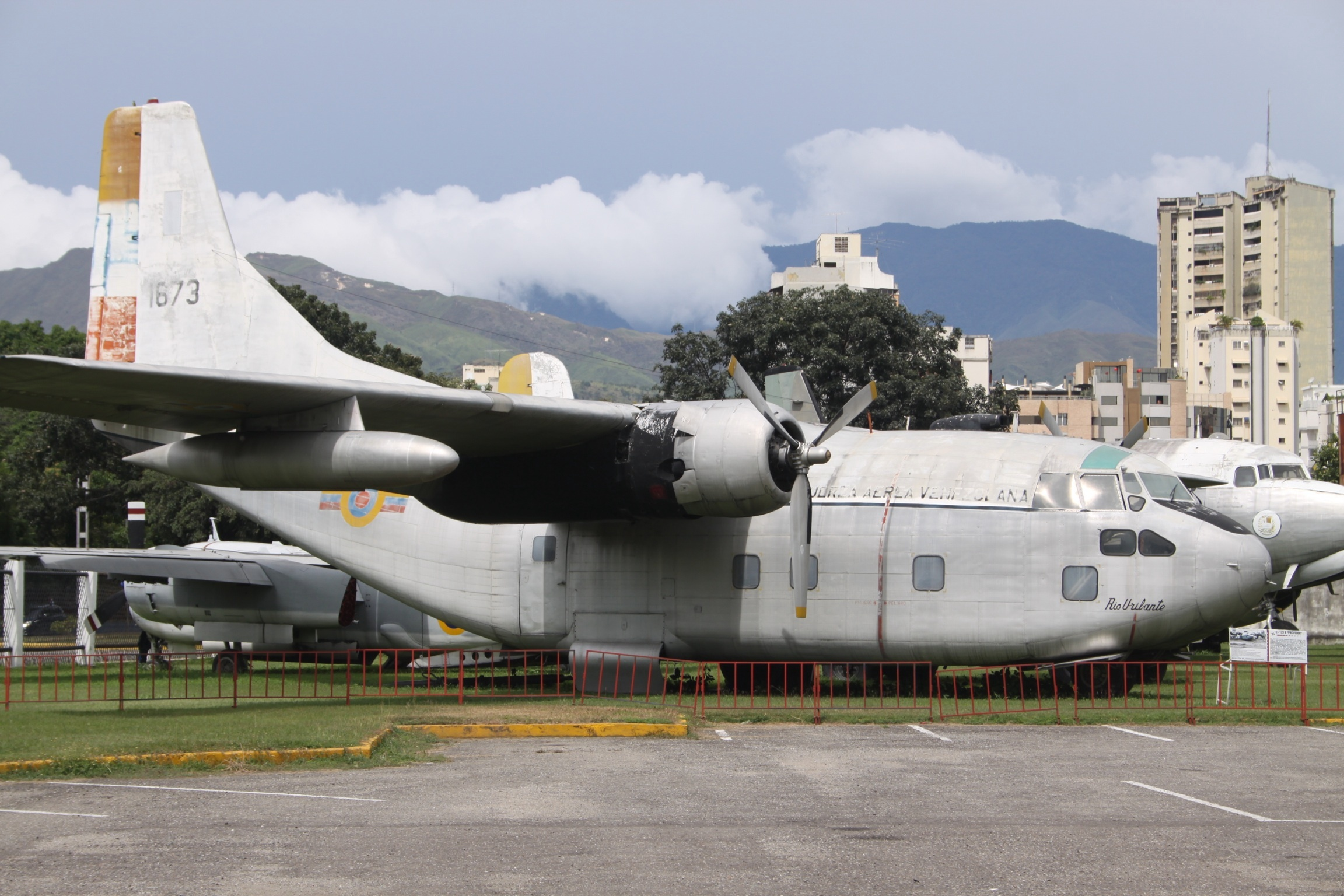
Vista de un C-123B en el Museo Aeronáutico de Maracay, Venezuela.

- Fuerza Aérea Brasileña: 2 aviones revendidos a VARIG.

 Camboya
- Real Fuerza Aérea Camboyana

 República de China
- Fuerza Aérea de la República de China

 Corea del Sur
- Fuerza Aérea de la República de Corea

 El Salvador
- Fuerza Aérea de El Salvador

 Estados Unidos
- Fuerza Aérea de los Estados Unidos
- Guardacostas de los Estados Unidos

 Filipinas
- Fuerza Aérea de Filipinas

 Laos
- Fuerza Aérea del Ejército Popular de Liberación de Laos

 Tailandia
- Real Fuerza Aérea Tailandesa

 Venezuela
- Fuerza Aérea Venezolana

 Vietnam del Sur
- Fuerza Aérea de Vietnam

## Especificaciones (C-123K Provider)
Referencia datos: The Observer's Book of Basic Aircraft: Military (dimensions) and Jane's All The World's Aircraft 1969–70 (weights and performance)

### Características generales
- Tripulación: Cuatro
- Capacidad: 60 pasajeros, 50 camillas, u 11 000 kg de carga
- Longitud: 23,3 m (76,3 ft)
- Envergadura: 33,5 m (110 ft)
- Altura: 10,4 m (34,1 ft)
- Superficie alar: 113,7 m² (1223,9 ft²)
- Peso vacío: 16 042 kg (35 356,6 lb)
- Peso máximo al despegue: 27 215 kg (59 981,9 lb)
- Planta motriz:
  - 2× turborreactor General Electric J85-GE-17.
    - Empuje normal: 13 kN (1326 kgf; 2923 lbf) de empuje cada uno.

  - 2× motor radial de 18 cilindros refrigerado por aire Pratt & Whitney R-2800-99W "Double Wasp".
    - Potencia: 1865 kW (2571 HP; 2536 CV) cada uno.

### Rendimiento
- Velocidad máxima operativa (Vno): 367 km/h (228 MPH; 198 kt) a 10 000 pies (3050 m)
- Velocidad crucero (Vc): 278 km/h (173 MPH; 150 kt)
- Velocidad de entrada en pérdida (Vs): 152 km/h (94 MPH; 82 kt)
- Alcance: 1666 km (900 nmi; 1035 mi) con carga máxima
- Alcance en ferry: 5280 km
- Techo de vuelo: 6430 m (21 096 ft) (Fallo de Un Motor)
- Régimen de ascenso: 6,2 m/s (1220 ft/min) (Fallo de Un Motor)

## Aeronaves relacionadas

### Desarrollos relacionados
- Chase XCG-20
- Chase XC-123A
- Stroukoff YC-134

### Aeronaves similares
- CASA C-212 Aviocar
- Alenia G.222

### Secuencias de designación
- Secuencia Numérica (interna de Fairchild): ←  150 - 164 - 203 - 205 - 224 - 473 - 484 - 538
- Secuencia C-_ (Aviones de Carga del USAAC/USAAF/USAF, 1924-1962): ← C-120 - C-121/F - C-122 - C-123/A - C-124 - C-125 - C-126 -- C-133 - C-134 - C-135/KC-135 - C-136 - C-137 - C-140 - C-141 →